# Верхній Баяк
Ве́рхній Бая́к (рос. Верхний Баяк) — присілок у складі Красноуфімського міського округу (Натальїнськ) Свердловської області.
Населення — 99 осіб (2010, 148 у 2002).
Національний склад станом на 2002 рік: татари — 98 %.